# 岩田安生
岩田 安生（いわた やすお、1942年1月19日 - 2009年10月24日）は、日本の俳優、声優。岩手県出身。マウスプロモーション所属。

## 略歴
岩手県立黒沢尻北高等学校卒業。1964年に舞台芸術学院13期卒業後、東京演劇アンサンブル（劇団三期会）に入団。
堀田清美作の『島』の学役で初舞台。
1993年にマウスプロモーション（江崎プロダクション）に所属。
2002年4月から2009年9月まで『サザエさん』の伊佐坂難物役（3代目）を勤め、約1ヵ月後の10月24日に肺癌のため東京都武蔵野市の病院で死去、67歳没。

## 人物
方言は東北弁（岩手県南部弁）。
東京演劇アンサンブルの主要作品に出演していた。
声優としても活躍しており、数々の映画作品に出演していた。

## 後任
岩田の死後、持ち役を引き継いだ人物は以下の通り。
| 後任       | 役名                   | 作品           | 後任の初出演     |
| ---------- | ---------------------- | -------------- | ---------------- |
| 中村浩太郎 | 伊佐坂難物             | 『サザエさん』 | 2009年10月放送回 |
| 中村浩太郎 | かもめ第三小学校の校長 | 『サザエさん』 | TBA              |

## 出演

### テレビドラマ
- 北の家族
- 青春とはなんだ
- 世にも奇妙な物語
- あしたの家族
- 若者たち
- 染五郎の坊ちゃん
- 太陽にほえろ! 第177話「海に消えたか三億円」（1975年、NTV）
- 女と愛とミステリー ヤメ検弁護士・英剛直 佐渡が島殺人航路（2002年7月28日、テレビ東京）

### 映画
- 八甲田山
- はなれ瞽女おりん

### 舞台
- アルフレッドとヴィクトリア（アルフレッド）
- 日本の気象（小日向）
- 常陸坊海尊（第一の海尊）
- 演劇ユニットG.com　『金の卵1970』〜神田川哀歌〜（2009年)

### テレビアニメ
1965年
- W3

1966年
- 新ジャングル大帝　進めレオ!

1972年
- ルパン三世 (TV第1シリーズ)

1993年
- 無責任艦長タイラー

1994年
- ルパン三世 燃えよ斬鉄剣

1995年
- 鬼神童子ZENKI（空海、桑折教授）

1996年
- 天空のエスカフローネ（アソナ）
- 忍たま乱太郎（老人）

1998年
- EAT-MAN'98（ジョナサン）
- デビルマンレディー（内閣総理大臣）
- 南海奇皇（秋山都知事、種丘）
- ふしぎなメルモ

1999年
- 名探偵コナン（1999年 - 2007年、東田、店長、塚山、店主）
- ルパン三世 愛のダ・カーポ〜FUJIKO'S Unlucky Days〜（大統領）
- ワイルドアームズ トワイライトヴェノム（バド）

2000年
- 陽だまりの樹（安島帯刀）

2001年
- ゴールドマッスル（カルロ・ゴーゴン博士）
- Cosmic Baton Girl コメットさん☆（王様）
- 週刊ストーリーランド（政治家3）
- スターオーシャンEX（長老）

2002年
- あたしンち（役員、佐藤）
- サザエさん（2002年 - 2009年、伊佐坂難物〈3代目〉、カモメ第3小学校の校長〈2代目〉）
- 東京ミュウミュウ（伊集院さん）
- ヒートガイジェイ（老人）

2003年
- 無人惑星サヴァイヴ（教官）
- LAST EXILE（マリウス・バシアヌス宰相）
- なるたる（シイナの祖父）

2004年
- KURAU Phantom Memory（院長）
- クレヨンしんちゃん（タクシーの運転手）
- 攻殻機動隊 S.A.C. 2nd GIG（議員）

2005年
- CLUSTER EDGE（ローランド）
- パタリロ西遊記!（鎮元大仙）

2007年
- DARKER THAN BLACK -黒の契約者-（大山敏郎）

2008年
- 戦争童話「キクちゃんとオオカミ」（吉田のジィ）

### 劇場アニメ
- チョッちゃん物語（1996年、医者）
- アテルイ（2002年、山地蝦夷の族長）
- NITABOH 仁太坊-津軽三味線始祖外聞（2004年）
- 河童のクゥと夏休み（2007年、宿の主人）
- ふるさと-JAPAN（2007年、池野校長）

### OVA
- 銀河英雄伝説（1997年、ブレンターノ）

### ゲーム
- ルパン三世 カリオストロの城 -再会-（1997年、金貨蒐集家）
- ロストチルドレン（1998年、番人、彫師）
- 立体忍者活劇 天誅 忍凱旋（1999年、片岡伸衛門）
- サクラ大戦3 〜巴里は燃えているか〜（2001年、ロランス・ロラン卿）
- ジェットインパルス（2007年）
- 侍道3（2008年、梅宮宗近）

### ドラマCD
- 人形草紙あやつり左近（七瀬誠）
- 天使禁猟区（閻羅王）
- Weiß kreuz Dramatic Precious 2nd STAGE TEARLESS DOLLS（岩藤）

### 吹き替え

#### 映画
- 愛と精霊の家（セベロ〈アーミン・ミューラー＝スタール〉）
- 愛のエチュード（医師）
- アウトブレイク（ベンジャミン・イワビ〈ゼイクス・モカエ〉）※ソフト版
- アステロイド/最終衝撃（チャールズ・ネイピア〈アンソニー・ザーブ〉）※ソフト版
- アダムス・ファミリー2（アマンダの父〈サム・マクマレイ〉）※ソフト版
- アトミック・トレイン ※ソフト版
- あなたに逢いたくて
- あなたに逢えるその日まで…（ソール・モス）
- アニマル・ファクトリー（マクギー）
- アパッチ（ライス）※テレビ朝日版
- アビエイター（ロバート・グロス〈ブレント・スパイナー〉）
- アベンジャーズ（ダーリング博士）
- アミスタッド（カルデロン大使〈トーマス・ミリアン〉）
- インデペンデンス・デイ（ワトソン〈ビル・スミトロヴィッチ〉、テディ、指揮官〈ダン・ラウリア〉）※ソフト版
- ヴァンパイア/最期の聖戦
- ウルフ（ジョージ〈ピーター・ゲレッティ〉、ロバート・キース）※ソフト版
- 麗しのサブリナ（タイソン氏、キャロウェイ医師）※ソフト版
- エアフォース・ワン（ジャック・ドハーティ、アンドリュー・ウォード司法長官〈フィリップ・ベイカー・ホール〉）※ソフト版
- エクソシスト ディレクターズ・カット版（トム）
- エリザベス（アランデル伯〈エドワード・ハードウィック〉）
- エンド・オブ・デイズ ※ソフト版
- オーシャンズ11（ビリー・ティム・デナム）※ソフト版
- 奥サマは魔女/魔王の陰謀（マーク・トンプソン）
- カウチ・イン・ニューヨーク（キャンプトン〈リチャード・ジェンキンス〉）
- 風と共に去りぬ（伍長〈アーヴィング・ベーコン〉）※ソフト版
- KILLER/第一級殺人（ナスバウアー牧師）
- キングコング ※テレビ朝日新録版
- キンダガートン・コップ（サラザール警部〈リチャード・ポートナウ〉）※テレビ朝日版
- グッバイ・ジョー（ロイ〈リチャード・ブライト〉）
- クルーシブル（ホーソーン判事）
- クレイジー・イン・アラバマ（ノーマン〈リチャード・シフ〉）
- クレイドル・ウィル・ロック（パパ）
- 軍用列車（オブライエン〈チャールズ・ダーニング〉）※ソフト版
- 刑事ベルモア/共謀者（フランク・”ドク”・ケイン刑事〈ジョナサン・バンクス〉）
- ゴースト・ブラザー/天国から来たヒーロー（ディック・ヴァイタル、ジョン・トンプソン）
- 恋におぼれて（ウェルズ教授）
- 恋は邪魔者（C・B）
- GODZILLA（アンダーソン将軍）※ソフト版
- ゴッド・クローン（アイザック・ニュートン〈ロン・ムーディー〉、チサンバ枢機卿）
- コンタクト（牧師〈ヘンリー・ストロジャー）、プロジェクトの役員〈ロビン・ガンメル〉）※テレビ東京版
- ザ・エージェント（ディッキー・フォックス）※日本テレビ版
- ザ・コア（FBI捜査官〈グレン・モーシャワー〉）※ソフト版
- ザ・サイレンサー MAGNUM357（ヘンドリックス署長）
- ザ・ニンジャ（アフリカ大統領）
- サバイビング・ゲーム（ハンク〈ジェフ・コーリー〉）
- 三銃士（ジュサック〈ポール・マッギャン〉）※ソフト版
- G.I.ジェーン（海軍将官）※フジテレビ版
- 幸せになるためのイタリア語講座（レッドマン牧師）
- JFK ※テレビ朝日版
- 死の標的（ティト・バルコ）※テレビ朝日版
- ジャックと豆の木伝説（セシル・ボッグス町長）
- ジャングル 2 ジャングル（エイブ・ボテロ〈ルイス・アヴァロス〉）
- 十二夜（マルヴォーリオ〈ナイジェル・ホーソーン〉）
- ショーガール（カールマン）
- ジョニー・デスティニー（ジョン・スミス〈ボブキャット・ゴールドスウェイト〉）
- スウィーニー・トッド（マンハイム）
- スキャンダル（ハーレー・ガイトン〈ブライアン・ドイル＝マーレイ〉）
- スクリーマーズ（グリーン〈ブルース・ボア〉）※VHS版
- スター・ウォーズ エピソード5/帝国の逆襲（ゼヴ・セネスカ〈クリストファー・マルコム〉）※劇場公開版
- スチュアート・リトル（スペンサーおじいさん〈ハロルド・グールド〉）※テレビ朝日版
- スピーシーズ2（ロス上院議員〈ジェームズ・クロムウェル〉）※ソフト版
- SPEED MAN（タナー）
- すべての美しい馬（医師）
- スモーキン・エース/暗殺者がいっぱい
- スリー・キングス ※フジテレビ版
- スリング・ブレイド（ビル・コックス）
- セイビング・ジェシカ・リンチ（ハッサン）
- セブン（マーク・スワー弁護士〈リチャード・シフ〉）※テレビ朝日版
- 相続人（ロイ・ルッソ判事）※ソフト版
- ダーク・ハーフ（プリチャード医師〈ラリー・ジョン・メイヤーズ〉）※テレビ東京版
- タービュランス2（ディクソン）
- 大空港（ベンソン機長、バート・ウェザビー、コンパーニョ医師）※日本テレビ新録版
- タイタニック（ベンジャミン・グッゲンハイム〈マイケル・エンサイン〉）※フジテレビ版
- ダンク・ブラザース/脱線ファンにご用心（ケヴィン・オグレイディ〈ポール・ギルフォイル〉）
- チルファクター
- 沈黙の戦艦（デヴィッド・トレントン国家安全保障問題担当補佐官）※テレビ朝日版
- ツイスター・インフェルノ2（フランク・デル・リオ）
- つぐない（インタビュアー〈アンソニー・ミンゲラ〉）
- ティコ・ムーン（マクビー〈ミシェル・ピコリ〉）
- デス・ゲーム2025（エドガー）
- トータル・フィアーズ（モンソー）※ソフト版
- 12モンキーズ（ドクター・フレッチャー〈フランク・ゴーシン〉）※フジテレビ版
- トゥルーナイト（オズワルド〈ジョン・ギールグッド〉）
- 10日間で男を上手にフル方法（フレデリック・デラウアー）
- どつかれてアンダルシア (仮)
- トナカイのブリザード（オットー・ブリューワー）
- トラフィック（ホワイトハウスのチーフスタッフ）
- トロイ
- 永遠に美しく… ※日本テレビ版
- ナチュラル・ボーン・キラーズ（エミール・ラインゴールド医師〈スティーヴン・ライト〉、インディアン〈ラッセル・ミーンズ〉）
- ナバロンの嵐（ジェンセン司令官）※ソフト版
- ニクソン（ゴードン・リディ〈ジョン・ディール〉、クライド・トルソン）
- ネバー・セイ・ダイ（大佐）
- ノー・グッド・シングス
- ハード・ターゲット（エライジャ・ローパー）※ソフト版
- 爆発感染 レベル5（マックス・ソルコスキー医師〈ボブ・ガントン〉）
- 裸の銃を持つ男 PART33 1/3 最後の侮辱（エリオット・グールド）※ソフト版
- ハッピィブルー
- パトリオット ※テレビ東京版
- 母の眠り（ハロルド）
- パンサー（ジョン・エドガー・フーヴァー〈リチャード・ダイサート〉）
- ピクチャー・パーフェクト/彼女が彼に決めた理由（牧師）
- ビバリーヒルズ・コップ3（ジオリト）※ソフト版
- ビューティフル・ガールズ（フランク・ウォーマック〈ジョン・キャロル・リンチ〉、チップ）
- ファーゴ（オルソン）※ソフト版
- フィスト・オブ・レジェンド 怒りの鉄拳（ガン、渡辺教授）
- フラッシュ・ポイント（ウォルター・フェイン）
- プリティ・プリンセス（ブルース・マッキントッシュ）
- フリントストーン2/ビバ・ロック・ベガス
- フル・モンティ
- ブレイド（フォン・エスペル）※ソフト版
- プレタポルテ（フォルジェ警視〈ミシェル・ブラン〉、ジャンフランコ・フェレ）
- フレッシュ・アンド・ボーン 〜渇いた愛のゆくえ〜（エリオット〈スコット・ウィルソン〉）
- ブロークン・アロー（ブーン将軍〈カーメン・アルジェンツィアノ〉）※テレビ朝日版
- ブローン・アウェイ/復讐の序曲（ローク隊長〈ジョン・フィン〉）※ソフト版
- ブロンドと柩の謎（フランク・バーラム）
- ベートーベン5（ボンド・カーター〈リチャード・リール〉）
- ベガス・バケーション（アーニー〈ジョン・フィネガン〉）
- ヘンゼルとグレーテル（父親〈ジェラルド・マクレイニー〉）
- ホーリーマン（サイモン医師）
- 謀議（マルティン・フランツ・ユリウス・ルター〈ケヴィン・マクナリー〉）
- 吠えるチビ犬ちゃん（ダグラス大佐）
- ボクサー（マット・マグワイア〈ケネス・クラナム〉）
- マイ・ファースト・ジャーニー（クラウス）
- マジェスティック（スタントン医師〈デヴィッド・オグデン・スティアーズ〉）
- 抹殺者（ピエール・ラヴェール神父〈デレク・ジャコビ〉）
- 真夏の出来事（警官）
- 真夜中のサバナ（ゲイザ・フォン・ハズバーグ、ヘンリー、ハリー・クラム）
- ミミック（ハリー・ピング牧師）※ソフト版
- ミュージック・オブ・ハート（アーノルド・スタインハート）
- ミラクル（ウォルター・ブッシュ）
- 息子の部屋（ベッペ）
- メリーに首ったけ（精神科医〈リチャード・ジェンキンス〉）
- メン・イン・ブラック（D）※ソフト版
- モンタナの風に抱かれて（レスター・ピーターセン）
- ヤング・ブラック・スタリオン（ベン・イサーク）
- U.S.ソルジャーズ（ティーグ将軍）
- 夕べの星（パスカル、ビリー）
- ゆかいなブレディ一家/我が家がイチバン（サム・フランクリン〈デヴィッド・グラフ〉）
- 48時間 ※テレビ朝日版
- リーグ・オブ・レジェンド/時空を超えた戦い ※ソフト版
- リーマン・ジョー!（ジェシー・ベンチュラ知事）※ソフト版
- レッド・ウォーター/サメ地獄（アンドレのおじ〈クライヴ・スコット〉）※VHS版
- レッド・コーナー 北京のふたり（デヴィッド・マクアンドリューズ〈ピーター・ドゥナット〉、ペイトン・リード）
- ワンス・アポン・ア・タイム・イン・チャイナ外伝/天地笑覇（クン）

#### ドラマ
- アガサ・クリスティー ミス・マープル 牧師館の殺人（ヘイドック医師）
- アルフ シーズン4 #24（ハルゼイ大佐）
- WITHOUT A TRACE/FBI 失踪者を追え!2（パターソン枢機卿）#2
- 宮廷女官チャングムの誓い（パク・プギョム）
- 恐竜家族
- シークエスト（レイモンド・ブレナー知事）
- シャイニング（デルバート・グレイディ）※ソフト版
- 主任警部モース 森を抜ける道（ウィリアムズ）
- 笑傲江湖（曲洋）
- 新アウターリミッツ シーズン1 #13（エヴァンス）
- 新・刑事コロンボ 奇妙な助っ人（スティーグラー）
- バビロン5（コッシュ）
- マペット放送局（ジョセフ・ワブナー元判事、バーナード・ショー）
- ミス・マープル
  - 復讐の女神（ワンステッド教授）※追加収録部分
  - バートラム・ホテルにて（フレッド・デイビー主任警部）※追加収録部分
  - 動く指（ガイ・カルスロップ牧師）
- ヤングライダーズ シーズン1 #23（アロイシウス・ダーネル）
- ラスト・エージェント（ジョーイ）

#### アニメ
- イカボードとトード氏（マクバジャー）
- DCアニメイテッド・ユニバース
  - バットマン（アール）
  - スーパーマン（ハイファーザー）
  - ジャスティス・リーグ（ハイファーザー）
- スティーブン・スピルバーグのトゥーンシルバニア
- ターザン（船長）
- ミッキーのクリスマスキャロル（ラット）※DC版
- ロバと少年

### ラジオ
- 銀巴里・夜のシャンソン（パーソナリティ）
- 戦没兵士の手紙（朗読）

### ボイスオーバー
- ヒッチコック天才監督の横顔
- マネー革命
- ラムズフェルドの戦争
- ミッコフランク
- クリントイーストウッドの肖像